# Харитонов, Алексей Александрович (сенатор)
 Алексей Александрович Харитонов  (1816—1896) — сенатор, действительный тайный советник; певец-любитель, автор «Воспоминаний».

## Биография
Происходил из дворянского рода Харитоновых. Родился 5 (17) февраля 1816 года в семье Александра Романовича Харитонова. Его сестра Юлиана — жена барона А. В. Врангеля.
По окончании Царскосельского лицея с чином IX класса, поступил  с 29 ноября 1835 года на службу в военное министерство; в 1844 году перешёл во временное отделение Собственной Его Величества канцелярии и в следующем году был назначен помощником управляющего делами Кавказского комитета.
Одновременно с делами службы, с 1837 года обучался пению у итальянских педагогов. Позднее выступал в концертах как солист и в ансамблях с итальянскими артистами. Обладал полнозвучным голосом приятного тембра. В 1842 году познакомился с М. Глинкой и А. Даргомыжским, оказавшими впоследствии большое влияние на формирование исполнительской манеры певца, в частности на его отношение к слову. Занимаясь пением под руководством А. Даргомыжского, Xаритонов был исполнителем его романсов, некоторых отрывков из опер «Русалка» и «Эсмеральда». Романсы «Оделась туманами» и «Свадьба» были написаны композитором в расчёте на голос певца. Даргомыжский также посвятил ему и В. Опочинину дуэт «Рыцари».
В 1847 году Харитонов был переведён на службу в Закавказский край и назначен председателем Тифлисской казённой палаты, за упразднением которой в 1849 году временно причислен к министерству финансов, с откомандированием в распоряжение наместника, после чего в 1851 году вновь назначен председателем общей для края Закавказской казённой палаты. Но независимо от исполнения прямых обязанностей по должности, он был постоянно занят, особенно при князе Воронцове, во временных комиссиях, учреждавшихся для рассмотрения проектов по разным преобразованиям и законодательным вопросам местного управления. Им были составлены два проекта, исполнение которых принесло значительную пользу казне, за что он был награждён 22 сентября 1851 года орденом Святого Владимира 4-й степени. В 1853 году (27 августа) за отличие по службе он был произведён в действительные статские советники. В 1857 году назначен членом совета главного управления Закавказского края, получив в своё заведование вновь учреждённое отделение по делам гражданского устройства края, и в том же году командирован в Санкт-Петербург для представления личных объяснении в министерстве финансов по делу о передаче местных доходов Закавказского края в распоряжение наместника.
В 1859 году с преобразованием главного управления Кавказского наместника занял в нём должность директора финансов департамента и члена совета, переименованного в Совет наместника. В том же году вновь командирован в Санкт-Петербург для принятия участия в трудах Высочайше учреждённой при Государственном контроле комиссии по устройству кассового и ревизионного порядка в качестве депутата от Кавказского гражданского управления. В 1861 году по тому же поводу, а также с проектом и делом о Закавказской железной дороги, ещё раз командирован в Санкт-Петербург и за границу и с этой целью назначен состоять лично при генерал-фельдмаршале князе Барятинском, для особых занятий, с отчислением от должности директора финансового департамента и с оставлением членом совета наместника. Самым главным из этих занятии было возложено на него, с Высочайшего соизволения, изыскание денежных средств для постройки Закавказской железной дороги, которая по составленным английскими и бельгийскими инженерами проекту и смете, должна была обойтись в 50 миллионов металлических рублей. С этой целью он вошёл, через послов Киселёва и Бруннова, в сношения с банкирскими домами Ротшильдов в Лондоне и Париже и состоявшееся с ними предварительное соглашение представил по Высочайшему повелению, вступившему в 1862 году в управление министерство финансов статс-секретарю Рейтерну, которому оно послужило основанием для заключения 7-го внешнего 5 % займа, самого выгодного из заключённых в его управление займов, по выпускной цене 92 за сто. 
В 1862 году он был произведён в тайные советники и назначен состоять при великом князе Михаиле Николаевиче, ставшим наместником Кавказским, на тех же основаниях, на каких состоял при князе Барятинском, оставаясь и членом совета наместника. Важнейшим из возложенных на него дел и поручении было командирование в сентябре 1863 года с большими полномочиями на ревизию Эриванской губернии. В декабре того же года ему было предписано, не останавливаясь в дальнейшем производством ревизии, вступить временно в отправление обязанностей начальника губернии по гражданскому управлению. О последствиях этой командировки им были представлены два отчёта.
Со 2 февраля 1865 года он был назначен присутствовать в Правительствующий сенат. В 1883 году произведён в действительные тайные советники. В 1886 году назначен первоприсутствующим в межевой департамент, а как старший исполнял обязанности первоприсутствующего и во втором общем собрании Правительствующего сената.
В 1892 году в Санкт-Петербурге появилась публикация «Из воспоминаний А. А. Харитонова».

## Награды
- орден Св. Владимира 4-й ст. (1851)
- орден Св. Анны 2-й ст.
- орден Св. Владимира 3-й ст.
- орден Св. Станислава 1-й ст.
- бриллиантовые знаки ордена Св. Александра Невского

иностранный
- персидский орден Льва и Солнца 1-й ст.

## Семья
Жена — Александра Петровна, урождённая Принц.
Их сын — Пётр Алексеевич Харитонов (1852—1916).